# Thomas Berthold
Pour les articles homonymes, voir Berthold.
Thomas Berthold est un footballeur allemand né le 12 novembre 1964 à Hanau. Il évoluait au poste de défenseur.

## Biographie
Avec Jürgen Kohler, Klaus Augenthaler, Guido Buchwald et Andreas Brehme, il faisait partie du solide bloc défensif de l'équipe nationale d'Allemagne victorieuse de la Coupe du monde 1990. Il a participé avec la Mannschaft à trois Coupes du monde en 1986, 1990 et 1994.
Il a connu une longue carrière en club qui s'est étalée de 1982 à 2000. Il a joué dans trois clubs allemands : l'Eintracht Francfort, le Bayern Munich et le VfB Stuttgart et dans deux clubs italiens : le Hellas Vérone et l'AS Rome.

## Carrière
- 1982-1987 : Eintracht Francfort  Allemagne
- 1987-1989 : Hellas Vérone  Italie
- 1989-1991 : AS Rome  Italie
- 1991-1993 : Bayern Munich  Allemagne
- 1993-2000 : VfB Stuttgart  Allemagne
- jan. 2001-2001 : Adanaspor  Turquie[1]

## Palmarès

### En club
- Vainqueur de la Coupe d'Italie en 1991 avec l'AS Rome
- Vainqueur de la Coupe d'Allemagne en 1997 avec le VfB Stuttgart
- Finaliste de la Coupe de l'UEFA en 1991 avec l'AS Rome
- Finaliste de la Coupe d'Europe des Vainqueurs de Coupe en 1998 avec le VfB Stuttgart
- Finaliste de la Coupe de la ligue allemande en 1997 et en 1998 avec le VfB Stuttgart

### EnÉquipe d'Allemagne
- 62 sélections et 1 but entre 1985 et 1994
- Vainqueur de la Coupe du Monde en 1990
- Participation à la Coupe du Monde en 1986 (Finaliste), en 1990 (Vainqueur) et en 1994 (1/4 de finaliste)
- Participation au Championnat d'Europe des Nations en 1988 (1/2 finaliste)